# うまナビ!イレブン
うまナビ!イレブン（UMANAVIELEVEN）とは日本BS放送（BS11）で2011年1月5日より放送している中央競馬のハイライト番組である。電通との共同制作。

## 概要
中央競馬を主催する日本中央競馬会（JRA）は、地上波テレビの完全デジタル化を前にそれまで地上波中心だった民放テレビにおける競馬中継のあり方を全面的に見直すことにした。
BS波による全国一斉放送を特徴とする新規民放の日本BS放送（BS11）はJRAと提携を交わし、2011年1月5日より原則として中央競馬開催日（主に土・日曜）の午後に『BSイレブン競馬中継』（東名阪ネット6加盟各局ととちぎテレビ・群馬テレビ・奈良テレビにも14時台に『JRA競馬中継』としてネット）を放送することになった。

これに付随して、その日の中央競馬全国全てのレースの結果紹介・解説と土曜日は日曜日の、日曜日は次週開催の重賞競走を中心としたレースの展望をトラックマン・競馬評論家を交えて詳細に伝えるハイライトとしてこの番組を制作することになった。2010年12月26日まで関東独立U局で放送された『中央競馬ハイライト』およびKBS京都で放送された『中央競馬ダイジェスト』『競馬展望』の後継にあたる。
バーチャルスタジオの機能をフルに活かし、レースを多角的に分析・検討していく（但し、中継とはセット背景が違う）。詳細なレースの実況ダイジェストは主にメインレースのみ（時間の関係で3競馬場で行われる場合の第3場は重賞でない場合、メインであっても割愛される場合が多い。またダイヤモンドステークスやステイヤーズステークスなどといった長距離レースなどの場合も、時間の都合でダイジェスト編集となる場合が多い）で、それ以外は基本的に早見表（2レース一括表示）での紹介をするが、騎手の初勝利など一部のレースはVTRと1枚画でのレース結果というのがほとんどである。

## 出演者
『BSイレブン競馬中継』（及び東名阪ネット6等独立UHF局の『JRA競馬中継』）にも兼任出演している出演者は太字。

### 総合司会
- 土曜日：
  - 皆藤愛子 - フリーアナウンサー（セント・フォース所属）。2020年1月11日着任。突発性難聴発症のため、2021年5月1日から9月5日まで休んでいた。
- 日曜日：
  - 東幹久 - 俳優。2017年1月8日着任。皆藤の病気療養のため、2021年5月1日から同年9月5日まで土日とも担当。

### アシスタント
- 土曜日：
  - 森千晴 - フリー（セント・フォース所属）。2025年1月11日着任[3]。
- 日曜日：
  - 宮島咲良 - 九州朝日放送→フリー（ワタナベエンターテインメント所属）。2017年1月8日着任。

### アシスタントアナウンサー
※全員ラジオNIKKEI東京本社報道スポーツ局スポーツ情報部所属
- 木和田篤 - 2011年1月9日[4]着任。2015年11月、大腸がんの手術を受けるため休職した際に退任したが、2022年1月29日放送より復帰。
- 小塚歩 - 2014年1月25日[5]着任。
- 小林雅巳 - 2016年6月4日着任。
- 大関隼 - 2018年6月2日着任。
- 山本直 - 2024年6月15日着任。

原則交代出演。主に配当読みを担当する。なおレースの実況は同じラジオNIKKEIの現場の実況アナウンサー（JRA公式映像・ラジオNIKKEI『中央競馬実況中継』で使われるものと同じ）が担当している。
（以上のメンバーは『BSイレブン競馬中継』と共有）

### 解説
番組開始当初から開催第1・3週が競馬ブックグループ、第2・4週が日刊競馬トラックマンの出演となっている。ただし、2024年以降も引き続き、そのルールは踏襲されているものも、開始当初から出演していた吉岡がレギュラーを降板したことに伴い、開催によっては必ずしもそのルールが適用されないこともある。その場合は第1・3週のうち、どちらか1週は日刊競馬トラックマンの中西か樋口が出演し、競馬ブックグループのトラックマンの出演が2週から1週に減少することがある。

#### レギュラー解説者
東京・中山開催担当
- 田村学 - 勝馬、第1週もしくは第3週のどちらかに出演。2022年2月12日着任。

2022年より田村が加入したことに伴い、田村は全開催において1週は必ず出演する一方、吉岡は中山開催時2週から1週、藤原は東京開催時2週から1週にそれぞれ出演回数が減少。そして2023年12月限りで吉岡は退任することとなった。なお、GI級競走開催週においては林（2023年までは吉岡）や藤原が優先的に起用されているため出演頻度が低く、第1・3週ともメインレースがGI級競走の場合、1週も出演がない場合もある。
東京開催のみ出演
- 藤原有貴 - ホースニュース・馬（中央・関東版）→研究ニュース（関東版）、第1週もしくは第3週のどちらかに出演（田村加入以前は第1・3週両方出演）。今野の後任として2020年7月4日着任。
- 郡和之 - 日刊競馬、2018年から東京開催第2・4週に出演。BSイレブン競馬中継（日曜・東日本主場パドック解説）、ラジオNIKKEI『中央競馬実況中継』（第1放送・土日とも午後正面解説）兼務。本紙予想だった飯田正美の退職に伴う日刊競馬新聞社の社内体制変更に伴い、2022年6月25日放送限りで一時退任。2023年2月5日放送で復帰した。

中山開催のみ出演
- 林茂徳 - 競馬ブック東京支社東日本主場本紙予想担当、第1週もしくは第3週のどちらかに出演。吉岡の後任として2024年3月9日着任。
- 中西徹 - 日刊競馬、第2・4週出演。
- 樋口祐介 - 日刊競馬、第2・4週出演。

第2・4週は中西・樋口のうちどちらか1名が務める。なお、2012年までは中山開催時は黒津・大川、夏競馬開催時に中西・樋口の出演というパターンが主であったが、2013年1月の開催からは中山開催時も中西と樋口で固定化し、さらに2022年10月改編以降中山開催だけでなく東京開催においてもこの2人が出演することとなった。2023年より郡の復帰にともない中山開催のみの出演となる。また、2024年以降は先述の通り、中西・樋口は競馬ブックグループのトラックマンがスケジュールの都合により、出演できない場合に中山開催だけでなく、東京開催においても代役出演を行う場合がある。
夏競馬の福島・新潟開催時
郡を除く、レギュラー解説者5名が特に決まりはなくローテーションで1名ずつ出演（基本は日刊競馬とブックグループ所属者で1週ずつ交互出演）。なお、藤原以前の研究ニューストラックマンレギュラーであった星野、および今野は東京開催時のみの出演であった。

#### 過去の解説者
- 大川浩史 - 日刊競馬、中山開催時。ダービーニュースの休刊に伴い本紙予想だった長谷川仁志がグリーンチャンネル『先週の結果分析』を一時退任した際、同番組に専念するため2012年12月23日放送限りで退任。
- 黒津紳一 - 日刊競馬。『ワイド中継』（日曜）に引き続いて2012年までは全開催に、2013年以降は主に東京開催第2・4週に出演。グリーンチャンネル『明日の勝ち馬検討社』→『勝ち馬リサーチャー』→『VANで勝ち馬』も兼務。編集デスクへ配置転換のため2017年12月28日放送限りで退任。
- 今野光成 - ケイシュウNEWS（中央版）→ホースニュース・馬（中央・関東版）→競馬研究→研究ニュース関東、星野の後任として2016年から東京開催第1・3週に出演。テレビ北海道『サマー競馬NEXT』兼務。2020年10月4日付で早期退職のため、同年6月21日放送限りで退任。
- 星野英治 - 競馬研究→研究ニュース関東、『ハイライト』（土曜レギュラー、日曜中山・新潟開催時）に引き続いて東京開催第1・3週にレギュラー出演。BSイレブン競馬中継（土曜・東日本主場パドック解説）、ラジオNIKKEIも兼務。定年退職のため2015年12月27日放送限りで退任。
- 吉岡哲哉 - 競馬ブック東京支社看板評論家、中山開催時第1週もしくは第3週のどちらか（田村加入以前は第1・3週共に担当）。『ワイド中継』（日曜）に引き続いて出演、BSイレブン競馬中継（日曜、東日本主場パドック解説）、ラジオNIKKEI（第1放送・土日とも午前正面解説、午後日替わりパドック解説）、グリーンチャンネル『結果分析2』兼務。田村と世代交代のため、2023年12月17日放送限りで退任。なおBSイレブン競馬中継は継続出演する。
- 若狭有菜 - 日刊競馬、2016年まで主に夏競馬期間中にゲスト解説者として出演。2011年は中山開催にも時折出演していたが、2013年以降は主に吉岡が出演できない際に1〜2回ほど出演していた。あくまでゲスト解説者という位置づけであったため、解説者が回収率を競うコーナーには参加しなかった。

#### 解説構成メンバー
番組開始当初-2012年まで　大川・中西・樋口・黒津・星野・吉岡
ここからは5人編成
2013年-2015年まで　中西・樋口・黒津・星野・吉岡
2016年-2017年まで　黒津・今野（星野の後任）・中西・樋口・吉岡
2018年-2020年6月まで　郡（黒津の後任）・今野・中西・樋口・吉岡
2020年7月-2022年2月　郡・中西・樋口・藤原（今野の後任）・吉岡
ここから一時6人編成
2022年2月-6月　郡・田村（新規加入）・中西・樋口・藤原・吉岡
ここから再び5人編成
2022年7月から12月　田村・中西・樋口・藤原・吉岡
ここから再び6人編成
2023年1月から12月　郡・田村・中西・樋口・藤原・吉岡
ここから再び5人編成
2024年1月から　郡・田村・中西・樋口・藤原
ここから再び6人構成
2024年3月から　郡・田村・中西・樋口・藤原・林（吉岡の後任）

### 過去の出演者
総合司会
- TIM（ゴルゴ松本・レッド吉田）

2011年1月から2016年12月まで担当した。
- 高見侑里

2017年1月から2019年12月まで担当した。
アシスタント
- 土曜日・谷桃子（タレント）
- 日曜日・岡村麻純（タレント）

いずれも2011年1月5日から2013年12月22日まで担当した。
- 土曜日・松本あゆ美（セント・フォース所属）
- 日曜日・内田敦子 - 東日本放送→フリー（セント・フォース→セガ所属）

いずれも2014年1月から2016年12月まで担当した。
- 土曜日・高田秋（レプロエンタテインメント→フリー）

2017年1月から2024年12月まで担当した。
アシスタントアナウンサー
- 中野雷太 - 2018年1月20日着任。2023年度より佐賀競馬場場内実況兼任のため、2022年12月18日放送分を最後にBS11には出演しなくなった。
- 舩山陽司 - 2011年1月5日[4]着任。ラジオNIKKEI退社のため2017年12月28日限りで退任。なおBSイレブン競馬中継（土曜）には引き続き出演しているが、高田が2023年6月10日放送分を休演したため、その代役でラジオNIKKEIアナウンサーでの出演以来6年ぶりに出演した。
- 米田元気 - 2020年6月6日着任。木和田の復帰に伴い、ラジオNIKKEIでの実況に専念するため2021年12月5日放送分を最後に事実上退任。別室対応につき唯一スタジオでの進行がなかった。

GIレース開催日
- 徳光和夫 - 日本テレビ→フリー、特別顧問。基本的にGIレース開催日（J・GI開催日を除く）の出演であるが、GIレース開催日以外にも出演する時もある[8]

### 備考
『BSイレブン競馬中継』同様、BSイレブンのバーチャルスタジオから放送する都合上、解説者は原則として上記3社の関東所属トラックマンとなり中でも日刊競馬トラックマンの出演が多く、全ての開催で出演。2012年までは黒津がメイン解説者の位置づけとなっており、全ての開催に出演するのは黒津のみであったが、2022年より田村が全開催に出演している（ただし、黒津とは位置づけが異なり、前述の通り、GI級競走の出演頻度が低い）。尚、日刊競馬トラックマンは当番組、及び『BSイレブン競馬中継』に計6名のトラックマンが出演しており、2017年までは両方の番組にレギュラーとして出演するトラックマンはいなかったが、2018年より郡が両番組の解説者を兼任することになった。かつて、ケイバブックグループのレギュラー解説陣は『BSイレブン競馬中継』のパドック解説も兼任していた関係で夏競馬開催時には東京・お茶の水のBS11本社に出勤することが難しく、当該期間は兼任者が不在だった日刊競馬トラックマンのみの出演となっていたが、現在のケイバブックグループのレギュラー解説陣は『BSイレブン競馬中継』と兼任する者はいないため、夏競馬開催時は日刊競馬とケイバブックグループのレギュラー陣で1週ずつ交互の出演となっている。

なおケイバブックグループで2020年9月にグループ入りした『勝馬』からは2022年1月までトラックマンの出演がなかったが、同年2月より田村がレギュラーとして派遣された。

## 主なコーナー
- メインレース結果分析

その日開催されたメインレース（重賞実施日はそちらを優先。重賞のない時はほとんどは関東主場のレースをトップ項目に取り上げることが多い）についてレース実況（障害を除くG1開催日、および短距離重賞競走はノーカット）を紹介し、それについて解説者がレースを分析する。
- 日曜重賞展望（土曜）

日曜日に行われる重賞競走について取り上げる。基本的にグレード格の高い競走を優先で展望を行う。
2013年3月30日（3月31日開催の大阪杯予想）まではそれについてTIMのメンバー2人がそれぞれデータを持ち寄って本命馬を発表する「TIMのデータ情報局」と解説者が過去の出走馬の参考レース、あるいは調教（解説者によるが大抵は前者で、調教分析は星野が出場する時ぐらい）を分析して本命馬を探るコーナー（前者「前走パフォーマンスベスト3」、後者「調教ベスト5」）の2つがあった。
4月6日（4月7日開催の桜花賞予想）からは、まず解説者が参考レースをいくつか紹介し、そのレースの傾向と分析を行う。TIMはこの回以後はレースの予想は行わず、解説者や番組スタッフがこのレースの傾向データに見合う出走馬をクイズ形式で紹介する「うまナビデータ研究所」（のちに「うまナビファクターNo.1」）というコーナーを行い、その後で解説者の予想を行っていた。ただし、黒津が出演する週は「データ研究所→ファクターNo.1」のコーナーは行わず、いきなり黒津の予想から始まった。解説者の予想が終了した後にゴルゴの予想も披露していた。
現在は当日出演する解説者のまず上位3頭の印を紹介し、解説者が本命馬から順に根拠を述べ、参考レース及び調教VTRが流れる（『BSイレブン競馬中継』のメインレース予想コーナーとほぼ同様のスタイル）。上位3頭の説明が終了した後に更に4番手以降の詳細な印が表示される。2016年まではGIレース予想時のみ出演していない他4名のレギュラー解説者の予想を紹介していたが、2017年よりGIに限らず出演していない他の4名のレギュラー解説者の予想も紹介されるようになった。
2018年からはまたメインレースの予想は原則として当日出演解説者のみの紹介となり、これはGIレースの予想においても同様となった。他4名の解説者の予想は勝負レースGPでメインレースを指定した場合のみ紹介される（GIレース時も同様）。
メイン以外の重賞についても解説者が簡単に見解を述べる。
- 勝負レースGP（土曜）

日曜日のメインレースもしくは解説者が自信のあるレースでレギュラー解説者5名の回収率を競い、日曜日の放送で結果が紹介される。2016年までは出演している解説者のみ当該週のレースを購入するスタイルであったが、2017年からは出演していない他4名の解説者も購入するスタイルとなり、レギュラー解説者5名全員が毎週参加する。2018年からはメインレース以外の予想も可能になった。かつては「あしたの厳選一頭」→「勝負レースグランプリ」→「メインレースグランプリ」というコーナー名であった。
- 明日の重賞の本命（土曜）

明日の重賞が牝馬限定のGⅠレースである桜花賞・ヴィクトリアマイル・オークス・秋華賞・エリザベス女王杯・阪神ジュベナイルフィリーズの場合は皆藤愛子（2019年12月までは高見侑里が担当）、高田秋が真剣に予想する。
- 次週重賞出走馬紹介（日曜）

次週開催される重賞競走から特に注目度の高い重賞を取り上げ、1週前展望を行う。なお重賞が少ない冬季・夏季にはこれが放送されず、競馬関係のミニ特集を送ることがある。
2013年4月7日（桜花賞ハイライト）から徳光和夫が解説に参加する日は「来週の重賞にズームイン!!」と題し、次週行われる最も格付けの高い重賞について、当日の専門誌解説者と分析するコーナーを設けていた。また徳光が出演しない場合は「Next Week重賞」というタイトルをつけている。
- レース結果

当日開催のすべてのレースについて、字幕で結果を表示する。新馬戦については一部実況を抜粋して紹介。なお日曜日については土曜日に発表した「勝負レースGP」の結果発表も行われる。

## 放送日時
- 原則として土曜 22:30 - 23:00[10][11]、日曜 23:00 - 23:30[12]

その他の開催日（祝日・平日代替開催）は別途設定するが、近年は放送されていない。
年末年始（12月29日～1月4日）は原則として放送せず、代替番組等で穴埋めする。

## 特別番組
- 2011年10月2日は、フランスでの第90回記念凱旋門賞の中継を織り込んだ初の1時間3分拡大版『うまナビイレブン 凱旋門賞生中継スペシャル!!』（22:57-24:00）が放送された（なお、当日はグリーンチャンネルでも凱旋門賞の中継が放送された（同チャンネルは、スクランブル放送））。実況は舩山陽司アナウンサーが担当していた。
- 2012年3月31日放送分は翌4月1日2:00 - 3:00に臨時枠移動となった。ドバイのメイダン競馬場でのドバイワールドカップの中継を織り込んだ1時間拡大版『ドバイワールドカップ生中継スペシャル!!』として放送した。
- 同年12月19日は、『JRA-VANスペシャル BSイレブン競馬サミット〜有馬記念 達人の選択〜』（23:00-24:00）を放送。出演は岡村麻純、須田鷹雄、川田重幸、市丸博司、木村拓人、平本果那。
- 2013年5月24日は、『JRA-VANスペシャル BSイレブン競馬サミット〜日本ダービー 達人の選択〜』（20:00-21:00）を放送。出演は岡村麻純、須田鷹雄、川田重幸、木村拓人、平本果那。